# Rizal (Laguna)
Rizal is een gemeente in de Filipijnse provincie Laguna op het eiland Luzon. Bij de laatste census in 2010 telde de gemeente bijna 16 duizend inwoners.

## Geografie

### Bestuurlijke indeling
Rizal is onderverdeeld in de volgende 11 barangays:
| - Antipolo - East Poblacion - Entablado - Laguan - Paule 1 - Paule 2 | - Pook - Tala - Talaga - Tuy - West Poblacion |

## Demografie
Rizal had bij de census van 2010 een inwoneraantal van 15.518 mensen. Dit waren 59 mensen (0,4%) meer dan bij de vorige census van 2007. Ten opzichte van de census van 2000 was het aantal inwoners gegroeid met 2.512 mensen (19,3%). De gemiddelde jaarlijkse groei in die periode kwam daarmee uit op 1,78%, hetgeen lager was dan het landelijk jaarlijks gemiddelde over deze periode (1,90%).

De bevolkingsdichtheid van Rizal was ten tijde van de laatste census, met 15.518 inwoners op 27,9 km², 556,2 mensen per km².